# Робово (Пехчево)
Робово (мкд. Робово) је насеље у Северној Македонији, у источном делу државе. Робово је у саставу општине Пехчево.

## Географија
Робово је смештено у источном делу Северне Македоније. Од најближег града, Берова, насеље је удаљено 10 km северно.
Насеље Робово се налази у историјској области Малешево. У области Малешевских планина, на северном ободу Беровског поља. Југоисточно од насеља тече река Брегалница горњим делом свог тока. Надморска висина насеља је приближно 870 метара. 
Месна клима је планинска због знатне надморске висине.

## Становништво
Робово је према последњем попису из 2002. године имало 219 становника.
Претежно становништво у насељу су етнички Македонци (99%).
Већинска вероисповест месног становништва је православље.